# Перри (округ, Миссури)
Округ Перри (англ. Perry County) — округ штата Миссури, США. Население округа на 2009 год составляло 18 847 человек. Административный центр округа — город Перривилл.

## История
Округ Перри основан в 1821 году.

## География
Округ занимает площадь 1230.2 км2.

## Демография
Согласно оценке Бюро переписи населения США, в округе Перри в 2009 году проживало 18 847 человек. Плотность населения составляла 15.3 человек на квадратный километр.